# Patriarca Daniel de Romania
El patriarca Daniel de Romania (pronunciació: [daniˈel]), nascut Dan Ilie Ciobotea ([ˈdan iˈli.e t͡ʃʲoˈbote̯a]; nascut el 22 de juliol de 1951), és el Patriarca de l'Església Ortodoxa Romanesa. Les eleccions van tenir lloc el 12 de setembre de 2007. Daniel va guanyar amb una majoria de 95 vots de 161. Va ser entronitzat oficialment el 30 de setembre de 2007 a la catedral patriarcal de Bucarest. Com a tal, el seu títol oficial és "arquebisbe de Bucarest, Metropolità de Muntènia i Dobrogea, Locum tenens del tron de Cesarea de Capadòcia, Patriarca de tota Romania".

## Biografia
Daniel Ciobotea va néixer al poble de Dobrești, Comuna de Bara , Comtat de Timiș, com el tercer fill de la família del professor Alexie i Stela Ciobotea.
Va seguir l'escola primària al seu poble natal (1958–1962) i el gimnàs al poble de Lăpușnic (1962–1966), comtat de Timiș. El 1966 va començar els cursos d'escola secundària a Buziaş, que després va continuar en Lugoj, al "Coriolà Brediceanu" Secundària (1967-1970).
Després d'aprovar l'examen de batxillerat, es va incorporar a l'Institut Teològic de nivell universitari de Sibiu (1970-1974), on es va llicenciar en Teologia amb especialització en el Nou Testament.
Durant el període 1974–1976 va seguir els cursos de doctorat a l'Institut Teològic de Bucarest, Secció de Teologia Sistemàtica, sota la supervisió de Dumitru Stăniloae ; va continuar els seus estudis a l'estranger: dos anys a la Facultat de Teologia Protestant de la Universitat d'Estudis Humans d'Estrasburg i dos anys més a la Universitat Albert Ludwig de Friburg im Breisgau, Facultat de Teologia Catòlica.
Els seus estudis a l'estranger van portar els crítics a argumentar que va col·laborar amb la Securitate, perquè durant el govern del president comunista Nicolae Ceauşescu, viatjar i estudiar fora del Bloc de l'Est era gairebé impossible per a aquells que no enviaven notes informatives a la Securitate. Mircea Dinescu de la CNSAS, però, va dir que el seu expedient de Securitate va ser cremat el desembre de 1989 i, com a tal, no es pot saber si hi va col·laborar o no.
El 15 de juny de 1979 va defensar una tesi doctoral a la Facultat de Teologia Protestant d'Estrasburg, titulada: "Réflexion et vie chrétiennes aujourd'hui. Essai sur le rapport entre la théologie et la spiritualité, 424 pp." (Reflexió i vida cristiana avui. Assaig sobre la relació entre teologia i espiritualitat, 424 pp) La tesi va ser elaborada sota la direcció de dos reconeguts professors francesos: Gerard Ziegwald i André Benoit i va rebre grans elogis. Així esdevé Doctor de la Universitat d'Estrasburg.
Una versió més desenvolupada de la seva tesi doctoral es va preparar sota la direcció del seu mentor, Dumitru Stăniloae i es va defensar amb èxit el 31 d'octubre de 1980 a l'Institut Teològic Ortodox de Bucarest sota el títol: "Teologie și spiritualitate creștină. Raportul dintre ele și situația actuală" (Teologia i espiritualitat cristiana. La relació entre ells i la situació actual).
Entre 1980 i 1986, Dan Ilie Ciobotea va exercir de professor a l'Institut Ecumènic de Bossey, Suïssa, mentre que de 1986 a 1988 va actuar com a director adjunt de l'institut.
El 1987, va entrar a la vida monàstica al monestir de Sihăstria a Romania i va prendre el nom de Monjo Daniel, tenint com a "padrí monàstic" la coneguda arximandrita espiritual Cleopa Ilie.
El 1992, va començar a ensenyar Teologia a la Facultat de Teologia Ortodoxa Dumitru Staniloae de l'Al. Universitat I Cuza de Iași.
Entre l'1 de setembre de 1988 i l'1 de març de 1990, va ser conseller patriarcal i director de la Secció de Teologia Contemporània i Diàleg Ecumènic del Patriarcat Romanès.
A principis de 1990, va pertànyer a l'efímera Grup de Reflexió sobre la Renovació de l'Església on, irònicament, va compartir els mateixos punts de vista sobre la reforma de l'Església amb Bartolomeu Anania, que es convertiria en el seu rival en la carrera pel patriarca el 2007.
El març de 1990, Daniel va ser ordenat bisbe sufragània de l'arquebisbat de Timișoara. Tres mesos després, el juny de 1990, va ser nomenat metropolità de Moldàvia i Bucovina.
Va fundar la influent Radio Trinitas el 1998. Daniel també ha estat qüestionat quan va utilitzar un corró de pintura submergit en Oli Sant per beneir noves estacions de ràdio i televisió.
Entre el 5 i el 8 d'octubre de 2005, el Metropolitanat de Moldàvia i Bucovina va organitzar conjuntament amb el Centre d'Estudis Postcomunistes (Canadà, dirigit per la Dra. Lavinia Stan i el Dr. Lucian Turcescu) un prestigiós simposi internacional sobre l'Església i l'Estat en el Post- l'Europa oriental comunista Arxivat 2021-11-13 a Wayback Machine..
El 12 de setembre de 2007, va ser elegit per prendre el lideratge de l'Església ortodoxa romanesa, després de liderar les tres rondes, per davant dels altres candidats (Bartolomeu Anania, metropolità de Cluj i Ioan Selejean, bisbe de Covasna i Harghita).
Encara que apreciat per les seves habilitats intel·lectuals i diplomàcia, Daniel és considerat un renovacionista pels tradicionalistes que l'acusen de donar suport a l'ecumenisme (considerat una "heretgia dels nostres temps") i de planejar unir per la força l'Església ortodoxa romanesa amb l'Església catòlica romana. tot i que va refutar la primera al·legació en una declaració pública.

## Oficis i honors
- 1980–1988 – Lector a l'Institut Ecumènic de Bossey, Ginebra i professor associat a Ginebra i Friburg, Suïssa;
- 1988 – Conseller Patriarcal, Director del Sector de Teologia Contemporània i Diàleg Ecumènic;
- 1988 – Conferència al Catèder de la Missió Cristiana de l'Institut Ecumènic de Bucarest;
- 1990 (març) - elegit i ordenat bisbe vicari de l'arquebisbat de Timișоаra;
- 1990 (juny) - elegit arquebisbe de Iași i metropolità de Moldàvia i Bucovina;
- des de 1992 – Professor de Teologia a la Facultat de Teologia Ortodoxa "Dumitru Stăniloae" de la Universitat "Alexandru Ioan Cuza" de Iași;
- Representant de la Comissió Nacional Sinodal d'Educació Religiosa de Bucarest;
- President de la Comissió de Teologia i Litúrgia del Sant Sínode de l'Església Ortodoxa Romanesa
- Membre honorari de la Comissió Nacional de Monuments Històrics de Bucarest;
- Membre del Comitè Central i Executiu del Consell Ecumènic de les Esglésies (Ginebra, 1991–1998);
- Membre del Presidium del Comitè Superior i Central de la Conferència Europea de l'Església (des de 1990);
- Vicepresident de la Segona Assemblea General de la Conferència de les Esglésies Europees (Graz, 1997);
- Membre numerari de l'Acadèmia Internacional de Ciències Religioses de Brussel·les (2000).
- Ciutadà d'honor de la ciutat de Negrești-Oaș.[5][6]